# 매화기

중화 타이베이 올림픽 선수단의 기 비율 2:3

매화기(중국어: 梅花旗, 병음: Méihuāqí 메이화치[*])는 올림픽과 그 외의 스포츠 대회에서 중화 타이베이 명의로 참가하는 중화민국(대만) 선수단을 상징하는 기이다. 1980년부터 양안 관계와 관련된 문제로 인하여 중화민국의 국기를 대신하는 기로 사용되고 있다.

## 디자인과 상징
하얀색 바탕 가운데에 매화의 5개 꽃잎 모양을 한 파란색, 하얀색, 빨간색 고리가 그려져 있으며 빨간색 고리 안에는 하얀색 매화 문양이 그려져 있다. 하얀색 매화 문양 안에는 청천백일(靑天白日, 파란색 원 안에 하얀색 태양이 그려져 있음) 문양과 오륜(五輪, 파란색, 노란색, 검은색, 초록색, 빨간색 고리) 문양이 그려져 있다.
매화는 중화민국(대만)의 국화로서 겨울에 심한 추위를 이겨내고 피어나는 꽃이다. 이는 고된 훈련을 통해 좋은 성적을 기록하는 대만의 선수들을 의미한다. 파란색, 하얀색, 빨간색은 중화민국의 국기(대만의 국기)에서 유래된 색이다. 청천백일 문양은 중화민국(대만)을 상징하는 문양이지만 국제 올림픽 위원회의 승인을 받은 청천백일 문양은 중화민국의 국장(대만의 국장)과 중국 국민당의 휘장의 중간 크기이다. 오륜 문양은 올림픽을 상징하는 문양이다.

## 역사
국제 올림픽 위원회(IOC)는 1979년 10월에 일본 나고야에서 열린 집행위원회의 결의를 통해 중국 올림픽 위원회를 중화인민공화국을 대표하는 국가 올림픽 위원회로 승인하면서 중화인민공화국의 올림픽 참가를 허용했다. 또한 중화민국에 대해서는 국가 올림픽 위원회 명칭을 "중화 타이베이 올림픽 위원회"로 변경하는 한편 중화민국의 국호, 국기, 국가를 변경해야 올림픽 참가를 허용할 수 있다고 결정했다. 중화 타이베이 올림픽 위원회는 국제 올림픽 위원회의 결정에 강하게 반대하면서 스위스 법원에 국제 올림픽 위원회를 제소했다. 중화 타이베이 올림픽 위원회는 국호, 국기, 국가 등에 관한 국제 올림픽 위원회의 결정이 《올림픽 헌장》 제6조, 제64조, 제66조를 위반했다고 주장했으나 스위스 법원은 1980년 1월 15일에 중화 타이베이 올림픽 위원회의 청구를 기각했다.
국제 올림픽 위원회는 1980년 동계 올림픽 기간인 1980년 2월에 열린 제82회 IOC 총회에서 《올림픽 헌장》 개정안을 승인했다. 이에 따라 《올림픽 헌장》은 국가 올림픽 위원회가 올림픽에서 '국호, 국기, 국가'가 아닌 '대표단 명칭, 기, 찬가'를 사용한다는 조항으로 개정되었다. 이에 중화 타이베이 올림픽 위원회는 1981년 3월 23일에 스위스 로잔에 위치한 국제 올림픽 위원회 본부에서 체결한 국제 올림픽 위원회와의 협정을 통해 대체 국호인 중화 타이베이를 사용하게 되었고 비로소 양안의 두 올림픽 위원회가 정상적으로 출전할 수 있게 되었다.

## 기 모음

중화 타이베이 패럴림픽 선수단의 기
중화 타이베이 데플림픽 선수단의 기
중화 타이베이 유니버시아드 선수단의 기
국제 축구 연맹(FIFA) 공식 홈페이지에서 사용되는 중화 타이베이 축구 협회의 기
중화 타이베이 배구 협회의 기
중화 타이베이 e스포츠 대표팀의 기
중화 타이베이 국제기능올림픽대회 대표단의 기

### 과거의 기 모음

1981년부터 1986년까지 사용된 중화 타이베이 올림픽 선수단의 기
1986년부터 2010년까지 사용된 중화 타이베이 올림픽 선수단의 기
2004년까지 사용된 중화 타이베이 패럴림픽 선수단의 기
2004년부터 2019년까지 사용된 중화 타이베이 패럴림픽 선수단의 기
1997년부터 2019년까지 사용된 중화 타이베이 데플림픽 선수단의 기
2006년까지 사용된 중화 타이베이 축구 협회의 기

## 같이 보기
- 올림픽기